# Domaine d'Asō
Le domaine d'Asō (麻生藩, Asō-han) est un fief féodal japonais de l'époque d'Edo situé dans la province de  Hitachi (actuelle préfecture d'Ibaraki). Il était dirigé à partir du jin'ya d'Asō dans l'actuelle ville de Namegata par le clan Shinjō durant toute son existence.

## Histoire
Shinjō Naoyori, un serviteur de Toyotomi Hideyoshi et daimyo du domaine de Takatsuki dans la province de Settsu, combat du côté des forces de l'ouest vaincues à la bataille de Sekigahara en 1601, et est privé de ses terres. Cependant, en 1604, après avoir juré fidélité à Tokugawa Ieyasu, il est restauré à la tête d'un domaine de 33 000 koku situé sur huit districts des provinces de Hitachi et de Shimotsuke, centré autour d'Asō.
Son fils, Shinjō Naosada, divise le domaine en offrant 3 000 koku à son frère cadet Naofusa. Le 5e daimyo, Shinjō Naonori, hérite de la succession alors qu'il n'est encore qu'un bébé, et le domaine continue d'être dirigé par son père retiré, le 4e daimyo, Shinjō Naotoki, qui s'est établi dans un fief subsidiaire de 7 000 koku dans le district de Kashima. Cependant, lorsque Shinjō Naonori meurt à l'âge de 17 ans sans héritier, le domaine est supprimé par le shogunat Tokugawa. Shinjō Naotoki réussit à obtenir sa restauration plus tard dans l'année mais ne reçoit qu'un revenu de hatamoto de seulement 3 000 koku à ajouter à son revenu existant de 7 000 koku.
Durant la guerre de Boshin, le domaine participe à la répression de la rébellion de Mito. Le site du jin'ya d'Asō est aujourd'hui sur l'emplacement d'une école primaire, et la maison du karō du domaine d'Asō est devenue un musée.
Après l'abolition du système han de juillet 1871, le domaine d'Asō devient une partie de la préfecture d'Ibaraki.
Le domaine avait une population de 6 043 personnes réparties dans 1 389 foyers selon un recensement de 1838.

## Possessions à la fin de l'époque d'Edo
Comme la plupart des domaines japonais, Asō est composé de plusieurs territoires discontinus dont la valeur kokudaka est fondée sur une estimation périodique du potentiel agricole,.
- Province de Hitachi
  - 4 villages dans le district d'Ibaraki
  - 19 villages dans le district de Namegata

## Liste des daimyōs
| #                              | Nom                         | Règne     | Titre de courtoisie         | Rang de cour            | Kokudaka    |
| ------------------------------ | --------------------------- | --------- | --------------------------- | ----------------------- | ----------- |
| Clan Shinjō (tozama) 1604-1871 |                             |           |                             |                         |             |
| 1                              | Shinjō Naoyori (新庄直頼)   | 1604-1612 | Suruga-no-kami (駿河守)     | 5e inférieur (従五位下) | 33 000 koku |
| 2                              | Shinjō Naosada (新庄直定)   | 1612-1618 | Echizen-no-kami (越前守)    | 5e inférieur (従五位下) | 30 000 koku |
| 3                              | Shinjō Naoyoshi (新庄直好)  | 1618-1662 | Echizen-no-kami (越前守)    | 5e inférieur (従五位下) | 30 000 koku |
| 4                              | Shinjō Naotoki (新庄直時)   | 1662-1674 | Oki-no-kami (隠岐守)        | 5e inférieur (従五位下) | 30 000 koku |
| 5                              | Shinjō Naonori (新庄直矩)   | 1674-1676 | néant                       | néant                   | 23 000 koku |
| 6                              | Shinjō Naotoki (新庄直時)   | 1676-1677 | Oki-no-kami (隠岐守)        | 5e inférieur (従五位下) | 10 000 koku |
| 7                              | Shinjō Naonori (新庄直詮)   | 1677-1708 | Tonomo-no-kami (主殿頭)     | 5e inférieur (従五位下) | 10 000 koku |
| 8                              | Shinjō Naosuke (新庄直祐)   | 1708-1735 | Suruga-no-kami (駿河守)     | 5e supérieur (従五位上) | 10 000 koku |
| 9                              | Shinjō Naotaka (新庄直隆)   | 1735-1755 | Etchu-no-kami (越中守)      | 5e inférieur (従五位下) | 10 000 koku |
| 10                             | Shinjō Naoyoshi (新庄直侯)  | 1755-1772 | Echizen-no-kami (越前守)    | 5e inférieur (従五位下) | 10 000 koku |
| 11                             | Shinjō Naonori (新庄直規)   | 1772-1803 | Suruga-no-kami (駿河守)     | 5e inférieur (従五位下) | 10 000 koku |
| 12                             | Shinjō Naokazu (新庄直計)   | 1803-1845 | Tonomo-no-kami (主殿頭)     | 5e inférieur (従五位下) | 10 000 koku |
| 13                             | Shinjō Naotora (新庄直彪)   | 1845-1865 | Suruga-no-kami (駿河守)     | 5e inférieur (従五位下) | 10 000 koku |
| 14                             | Shinjō Naohatsu (新庄 直𩑛) | 1866-1867 | néant                       | néant                   | 10 000 koku |
| 15                             | Shinjō Naotaka (新庄直敬)   | 1867-1871 | Shimotsuke-no-kami (下野守) | 5e inférieur (従五位下) | 10 000 koku |